# غونزالو أغيلار
غونزالو أغيلار (بالإسبانية: Gonzalo Aguilar)‏ هو لاعب كرة قدم أوروغواني في مركز الدفاع، ولد في 2 أغسطس 1987 في مونتفيدو في الأوروغواي. لعب مع نادي راسينغ مونتيفيديو.

## وصلات خارجية
- غونزالو أغيلار على موقع قاعدة بيانات كرة القدم.إي يو (الإنجليزية)
- غونزالو أغيلار على موقع Soccerway.com (الإنجليزية)